# Caryophyllia decamera
Espèce
Statut CITES
Caryophyllia decamera est une espèce de coraux appartenant à la famille des Caryophylliidae.